# Патара-Гори
Патара-Гори (груз. პატარა გორი) — село в Грузии, в муниципалитете Лагодехи края Кахетия. 

## География
Село расположено в восточной части края, в 14 километрах по прямой к юго-западу от центра муниципалитета Лагодехи. Высота центра — 310 метров над уровнем моря.

## Население
По данным переписи населения 2014 года, в селе проживало 436 человек.
| Год  | Население | Мужчины | Женщины |
| ---- | --------- | ------- | ------- |
| 2002 | 531       | 264     | 267     |
| 2014 | 436       | 220     | 216     |